# ژان پتری
ژان پتری (فرانسوی: Jean Patry‎؛ زادهٔ ۲۷ دسامبر ۱۹۹۶) بازیکن والیبال اهل فرانسه است.